# マッテオ・ダ・ペルージャ
マッテオ・ダ・ペルージャ（Matteo da Perugia, 活躍：1400年 - 1416年）は、中世イタリアのアルス・スブティリオルの作曲家。おそらくペルージャの出身。1402年から1407年までミラノ大聖堂の楽長に就任。任務のかたわら、大聖堂の聖歌隊から選抜された3人の少年に音楽を教えていた。
ヴィリー・アーペルは、彼をその世代の作曲家の筆頭であると見做したが、未だ十分な様式研究はなされていない。既存の他者の作品のためのコントラ・テノール声部をいくつも残しており、そのために、それらの作品が誤って彼に帰属された。当時の様々な楽式を手懸けており、ヴィルレー、バラード、ロンドーなどを残した。アレクサンデル5世は彼の後援者であった。